# Parque Beihai

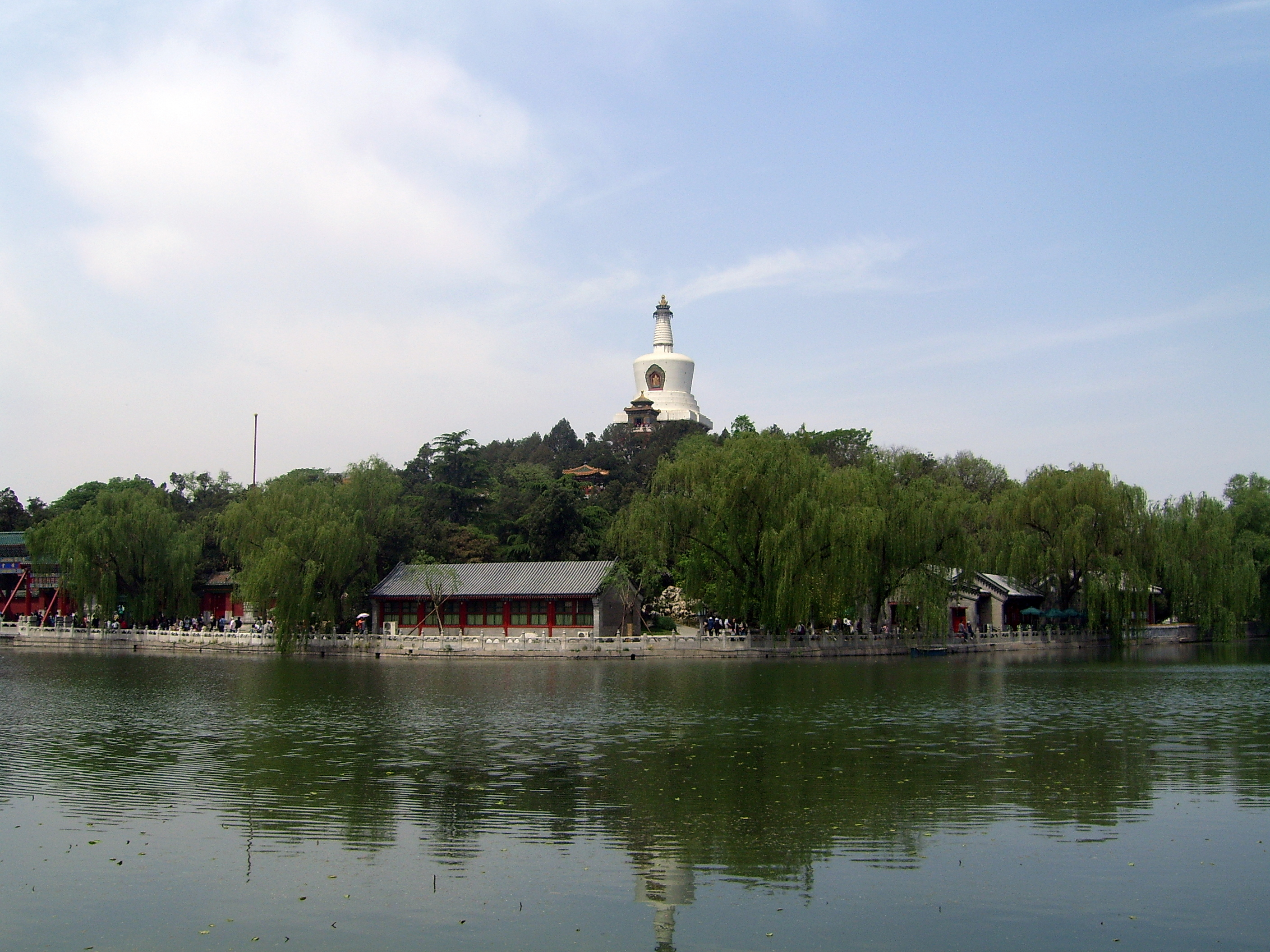
Mirando hacia el lago desde la Bai Ta, Isla Qionghua

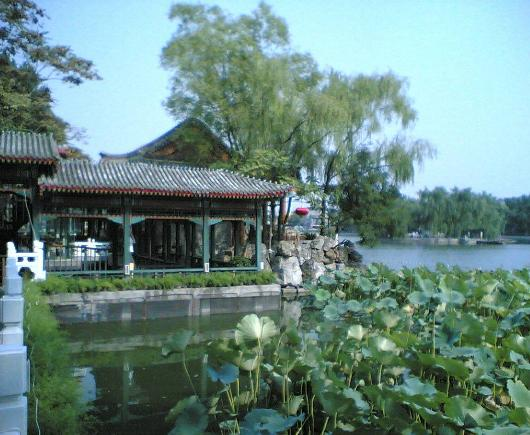
Por todo el parque se pueden encontrar jardines chinos clásicos dispersos.

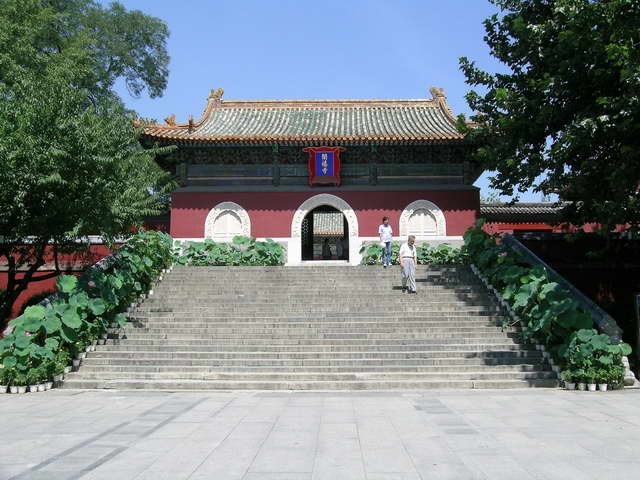
Entrada al Templo Chanfu, situado en la costa norte del lago

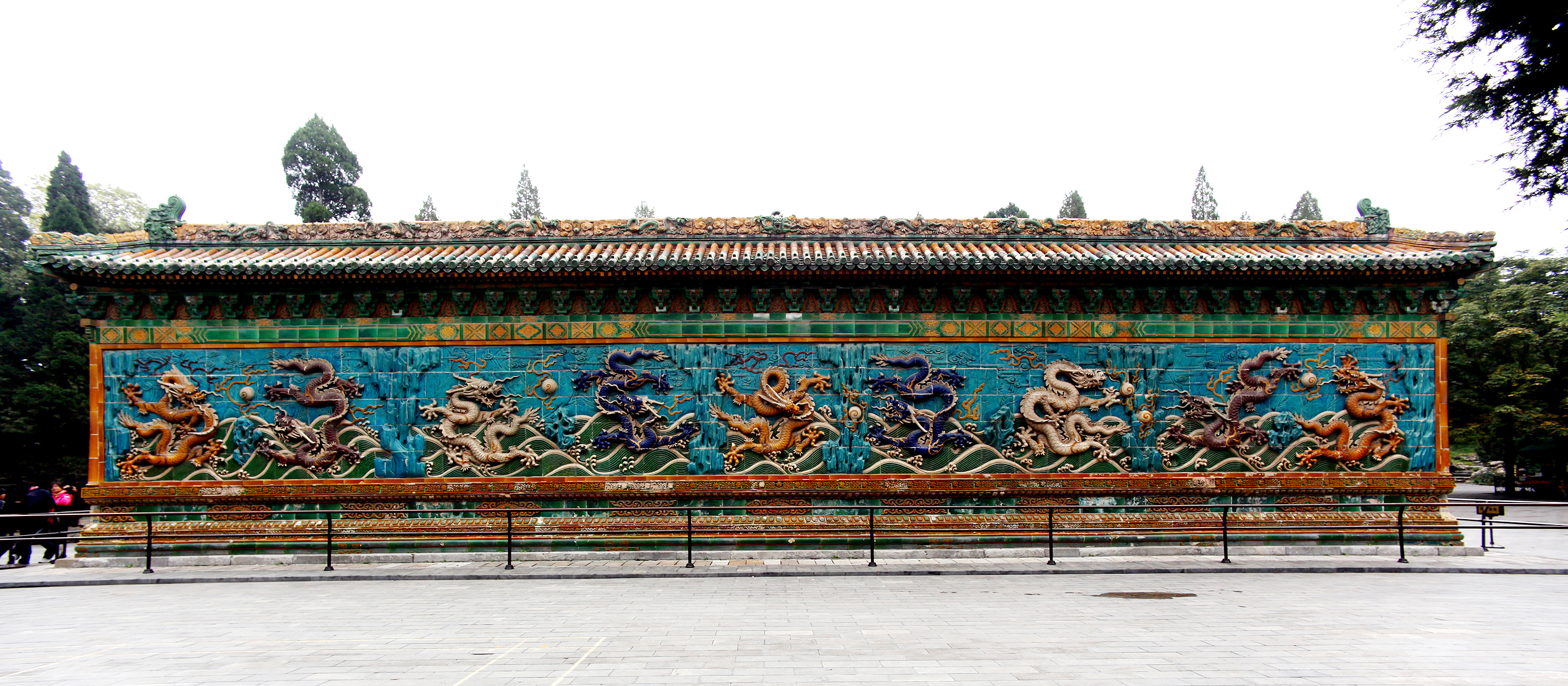
El Muro de los Nueve Dragones

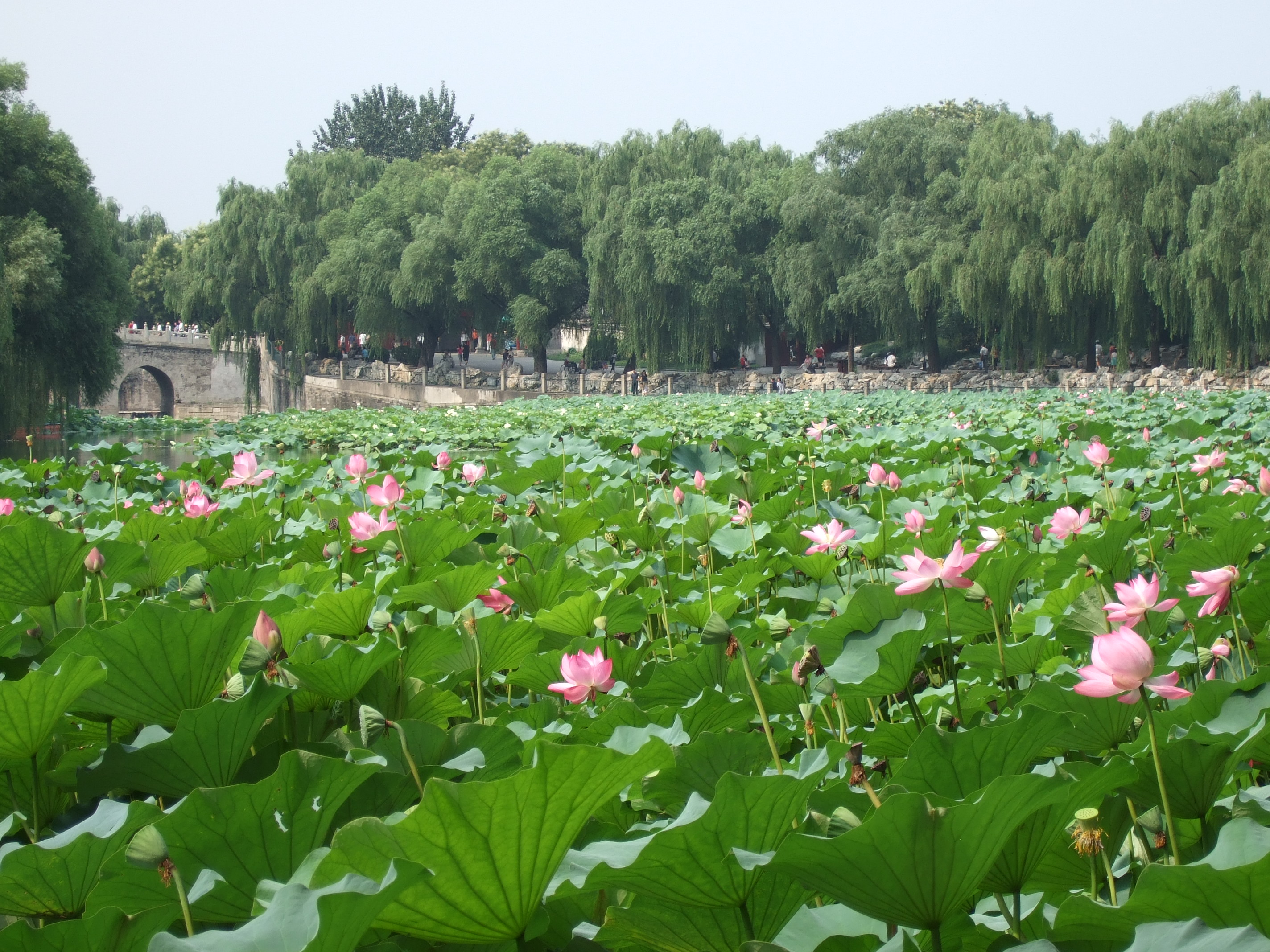

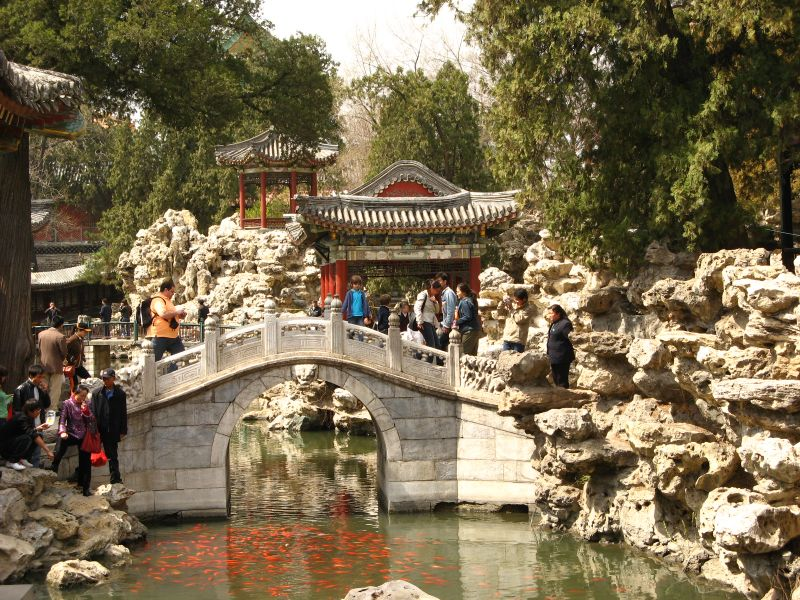

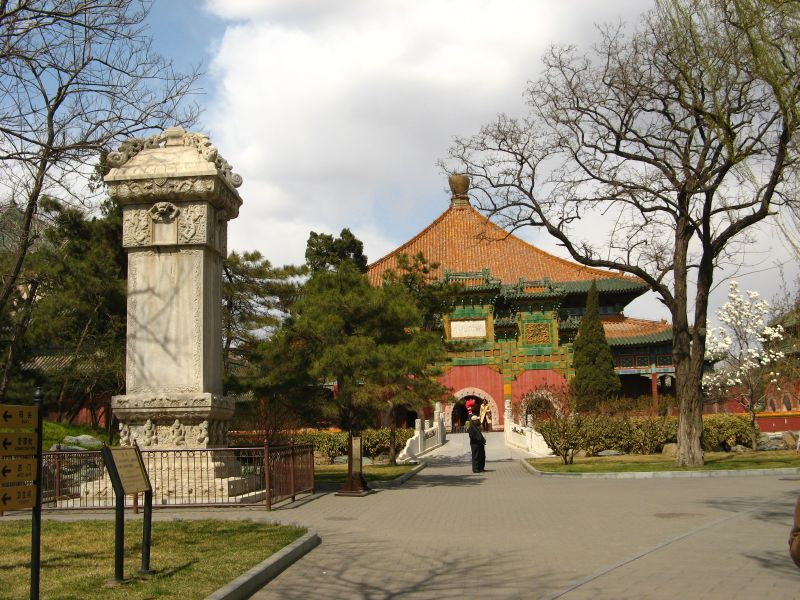

El Parque Beihai (en chino tradicional, 北海公園; en chino simplificado, 北海公园; pinyin, Běihǎi Gōngyuán) es un jardín imperial situado al noroeste de la Ciudad Prohibida en Pekín, China. Construido en el siglo X, es uno de los mayores jardines chinos, y contiene muchas estructuras, palacios y templos de importancia histórica. Desde 1925, ha estado abierto al público como un parque. Está conectado por el norte con el Shichahai.
El parque tiene una superficie de más de 69 hectáreas. Contiene un lago que cubre más de la mitad de todo el parque. En el centro hay una isla llamada Isla Qiónghuá (琼华) cuyo punto más alto tiene 32 m de altura. En el norte del parque hay un gran estanque llamado Estanque Taiye, que conecta los otros dos estanques, Mar Central y Mar del Sur (Zhongnanhai). El Estanque Taiye también se llama Beihai, que significa "Mar del Norte". El complejo de edificios alrededor de Zhongnanhai albergan la residencia de los líderes supremos de China.
El Parque Beihai, como muchos jardines imperiales chinos, se construyó para imitar lugares turísticos famosos y la arquitectura de diferentes regiones de China. En el Lago Taihu, los elaborados pabellones y canales de Hangzhou y Yangzhou, las delicadas estructuras de los jardines de Suzhou sirvieron como inspiración para el diseño de numerosos lugares en este jardín. Las estructuras y escenas del Parque Beihai se describen como obras maestras que reflejan el estilo y la excepcional arquitectura y riqueza de los jardines tradicionales chinos.

## Lugares destacados
La Bai Ta (Pagoda Blanca) es una estupa de 40 m de altura situada en el punto más alto de la Isla Qiónghuá. Su cuerpo es de piedra blanca. El Sol, la luna y grabados de llamas decoran la superficie de la torre. Destruida en 1679 por un terremoto, se reconstruyó al año próximo, y fue restaurada de nuevo en 1976, debido a un terremoto en Tangshan, cerca de Pekín. En un relicario, ocultado dentro de la estructura hay Escrituras Budistas, mantos de monjes y un cuenco de las limosnas, y huesos de monjes(sus restos después de la cremación).
Hay varios conocidos templos budistas en el parque, como el Templo Yong'an (Templo de la Paz Eterna) y el Templo Chanfu.
En la orilla norte se sitúan los Pabellones de los Cinco Dragones, cinco pabellones conectados entre sí con agujas y aleros puntiagudos, construidos por la Dinastía Ming. 
El Muro de los Nueve Dragones se sitúa al norte de los Pabellones de los Cinco Dragones. Fue construido en 1402 y es uno de los tres muros de su clase en China. Está hecho de ladrillos vidriados de siete colores. Nueve dragones jugando en las nubes decoran ambos lados del muro. 
También en la orilla norte está la Habitación Jingxin (Habitación del Corazón Calmado). Es un jardín dentro del parque, con una superficie de más de 4000 m². Por todo el parque hay muchos pequeños jardines tradicionales chinos.
El Muro Circular (Tuancheng) tiene como estructura principal el Salón de la Luz Recibida (Chengguangdian), un edificio espacioso con un techo de doble alero hecho de azulejos amarillos rodeados de verde. Dentro de él hay un Buda de 1,6 m de altura, presentado al Emperador Guangxu por un rey camboyano. Fue tallado a partir de una única pieza de jade blanco puro con piedras preciosas incrustadas. La Alianza de las Ocho Naciones dañó el brazo izquierdo de la estatua en la Batalla de Pekín de 1900.
En el Parque Beihai, se pueden encontrar rocas Taihu transportadas desde la provincia de Henan y varias colecciones de arte, desde jarras de jade de la Dinastía Yuan hasta una colección de 495 estelas con inscripciones de árboles de cientos de años de antigüedad.

## Galería de imágenes

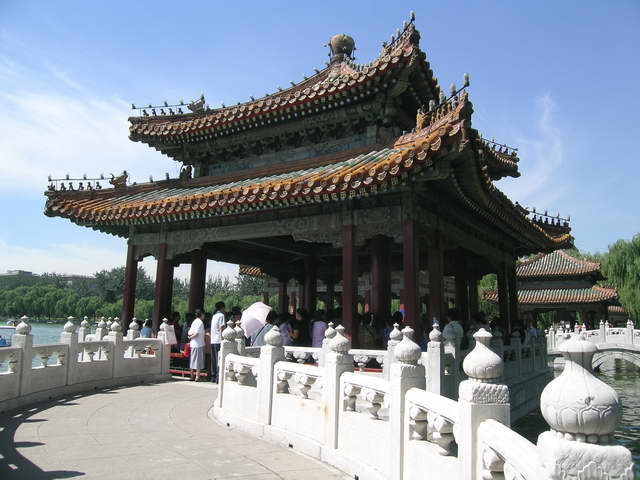
Uno de los Pabellones de los Cinco Dragones
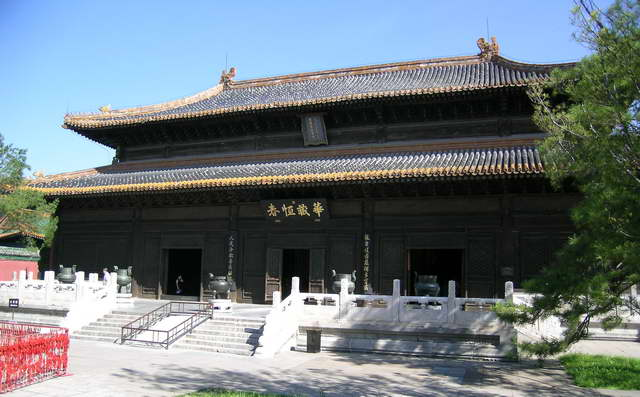
Dacizhenru Hall
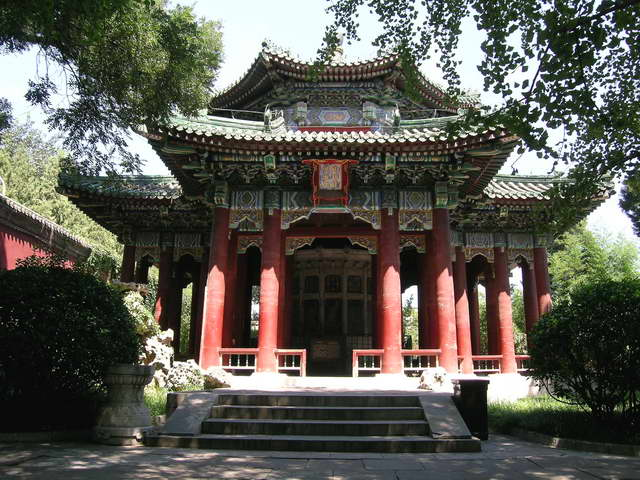
Pabellón Miaoxiang
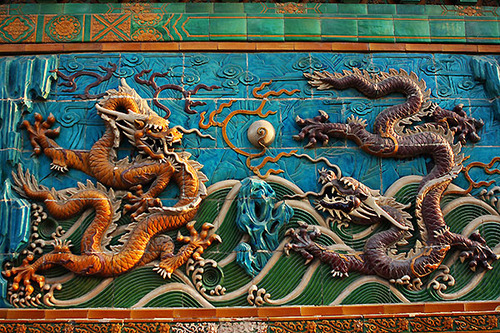